# Arenaria andina
Arenaria andina är en nejlikväxtart som beskrevs av Paul Rohrbach. 
Arenaria andina ingår i släktet narvar och familjen nejlikväxter. Inga underarter finns listade i Catalogue of Life.